# Conca de Barberà (DO)
Pour les articles homonymes, voir Barberà.
Le conca de Barberà est un vin espagnol bénéficiant d'une dénomination d'origine protégée.
Il appartient au vignoble de Catalogne, situé au nord de la province de Tarragone.

## Histoire

### Antiquité
Le vignoble de conca de Barbera est attesté dès l'empire romain, mais l'introduction de la viticulture pourrait y être plus ancienne.

### Moyen Âge
Lors de la Conquête musulmane de la péninsule Ibérique, la vigne à vin est arrachée, le vin étant haram dans le Coran. La vigne est replantée à partir de la Reconquista, sous l'influence des moines cisterciens du monastère de Poblet et des Templiers de Barberà. Leur rôle moteur dans le sursaut qualitatif est indéniable, en particulier grâce à leur partage des connaissances viti-vinicoles. Les plus anciennes familles vigneronnes ont gardé le souvenir des améliorations techniques introduites par les moines et transmises de génération en génération.

### L'âge d'or
Durant les XVIIIe et XIXe siècles, la viticulture connait un essor sans précédent. Le vin et l'eau-de-vie de vin produits dans la région s'exportent en Europe du nord et en Amérique. Ce commerce florissant entraine un enrichissement de la région, encourageant la plantation de vigne jusqu'à lui faire occuper la quasi-totalité des terres cultivables. Cet âge d'or disparait avec l'arrivée du phylloxera et l'anéantissement du vignoble qui en découle dans le troisième tiers du XIXe siècle.

### L'après pylloxera

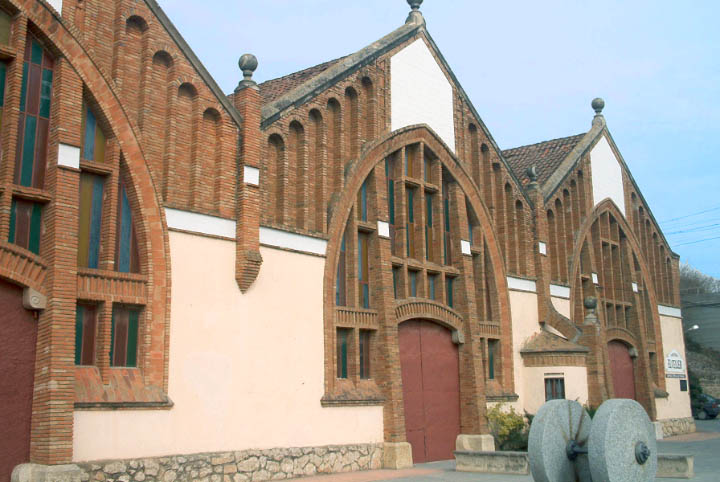
Cave de l'Espluga de Francolí.

Face à la crise économique née du désastre de l'attaque létale du phylloxera, les vignerons locaux font preuve de beaucoup d'énergie. Après la replantation des vignes, ils se fédèrent en caves coopératives de vinification, initiant un engouement qui va ensuite gagner toute l'Espagne.
La dénomination d'origine a été accordée par ordre du 19 novembre 1985, par le département d'agriculture, d'élevage et de pêche de Catalogne. Il a été modifié le 29 septembre 1989 et reconnu sur le plan national par un ordre de l'administration centrale du 14 décembre 1989.

## Géographie

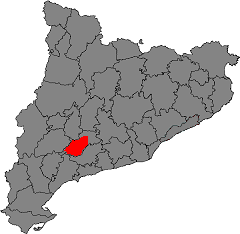
Situation géographique du vignoble.

### Aire délimitée
La zone délimitée de production du raisin est située au nord de la province de Tarragone, dans la comarque éponyme. Elle s'étale sur les communes de Barberà de la Conca, Blancafort, Conesa, l'Espluga de Francolí, Forès, Montblanc, Pira, Rocafort de Queralt, Sarral, Senan, Solivella, Vallclara, Vilaverd et Vimbodí i Poblet.

### Géologie et orographie
Le vignoble est entouré de montagnes et parcouru par la rivière Francolí (es) et son affluent, l'Anguera. Situé entre 350 et 600 mètres d'altitude, il permet la production de raisin qui conservent une bonne aromaticité au cours de la maturité.
Le sol est calcaire avec un faible taux de matière organique, pouvant comporter une proportion variable en argile. Les sols les plus argileux sont rouges, les moins argileux sont beiges. Les parties les plus proches des cours d'eau sont des terrasses alluviales de nature sédimentaires. La partie sud-ouest de la zone est composée de schistes.

### Climatologie
La conca de Barberà bénéficie d'un climat méditerranéen. Toutefois, de nombreuses influences modifient localement le climat. L'éloignement progressif de la mer accentue les écarts. L'hiver, les gelées sont plus fortes et l'été les températures sont caniculaires. De même les amplitudes thermiques entre le jour et la nuit sont fortes. Le vent marin pénètre loin dans l'intérieur des terres grâce à un relief orienté est-ouest. Il tempère un peu les excès thermiques par rapport aux comarques voisines, un élément qualitatif important pour l'évolution des arômes futurs du vin.
Les saisons intermédiaires, printemps et automne, sont les plus arrosées. Le mois de juillet est le plus sec. La durée de la saison sèche est un paramètre majeur de la qualité d'un millésime. L'ensoleillement annuel de 2 500 heures est très favorable à la viticulture.
La station météorologique de Reus-aéroport se situe un peu au sud de l'aire d'appellation mais ses données climatiques en sont proches.
| Mois                              | jan. | fév. | mars | avril | mai  | juin | jui. | août | sep. | oct. | nov. | déc. | année |
| --------------------------------- | ---- | ---- | ---- | ----- | ---- | ---- | ---- | ---- | ---- | ---- | ---- | ---- | ----- |
| Température minimale moyenne (°C) | 4    | 5,1  | 6,6  | 8,4   | 11,9 | 15,7 | 18,6 | 19,3 | 16,5 | 12,3 | 7,6  | 5,2  | 10,9  |
| Température moyenne (°C)          | 8,9  | 10,1 | 11,6 | 13,4  | 16,7 | 20,6 | 23,7 | 24   | 21,2 | 17   | 12,4 | 10   | 15,8  |
| Température maximale moyenne (°C) | 13,8 | 15   | 16,7 | 18,4  | 21,5 | 25,4 | 28,7 | 28,8 | 25,9 | 21,7 | 17,2 | 14,7 | 20,7  |
| Ensoleillement (h)                | 106  | 164  | 199  | 223   | 243  | 264  | 308  | 264  | 201  | 184  | 160  | 138  | 2 509 |
| Précipitations (mm)               | 38   | 23   | 35   | 40    | 60   | 38   | 15   | 51   | 77   | 65   | 49   | 40   | 504   |

Les moyennes de température sont chaudes. Quatre mois consécutifs ont une température moyenne supérieure à 20 °C et durant six mois les maximales dépassent les 20 °C. De même, six mois consécutifs affichent un ensoleillement supérieur à 200 heures. Ces éléments favorisent une bonne maturité du raisin.
Les précipitations sont basses avec une moyenne annuelle de 504 mm. Cependant, l'alimentation hydrique est relativement régulière, hormis un déficit en juin et juillet. Néanmoins, les pluies de mai permettent de tenir et août apporte une réserve intéressante au moment où les raisins grossissent. L'humidité en septembre et octobre peut être bénéfique ou destructrice de qualité selon les années.

## Vignoble

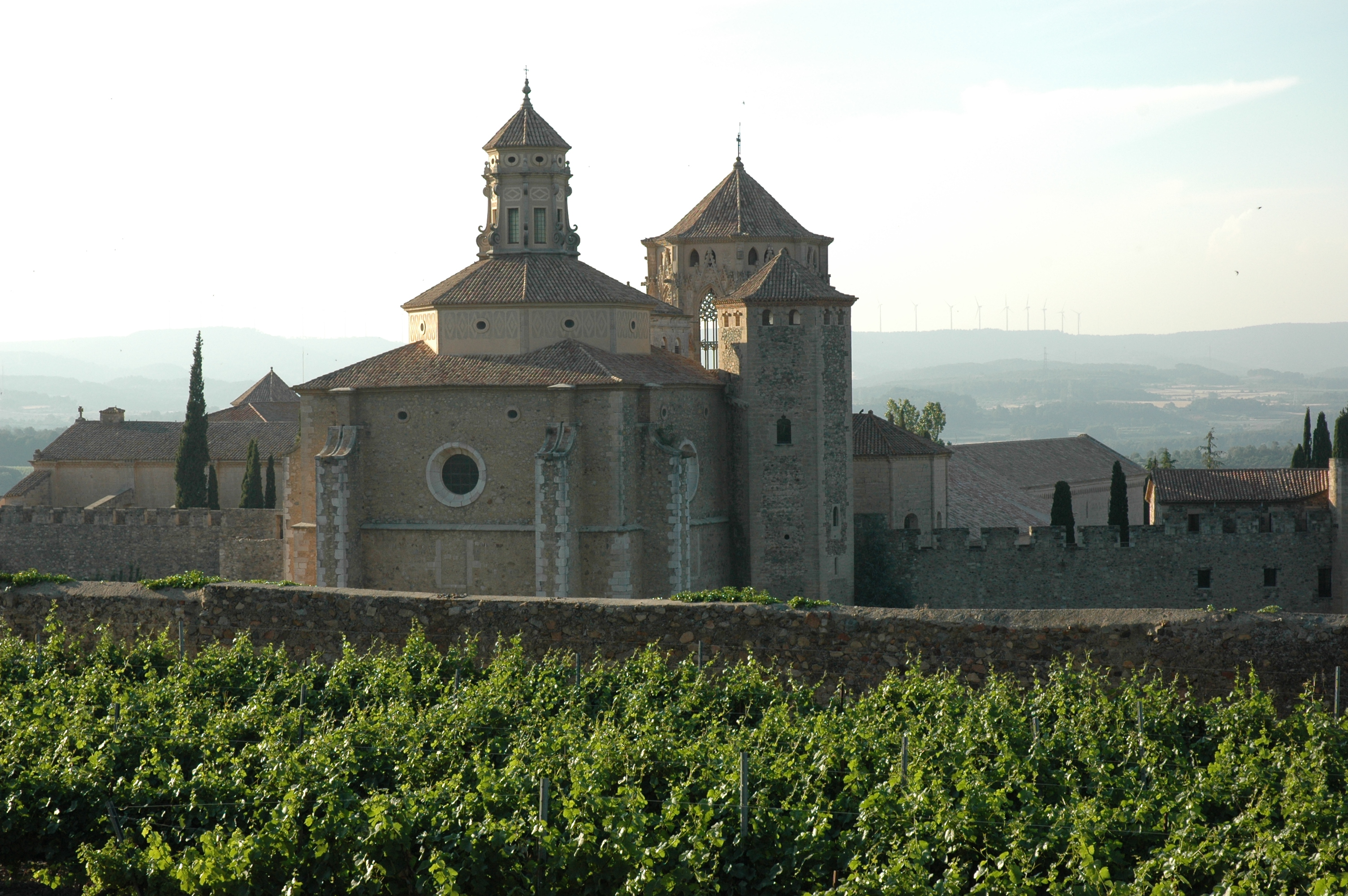
Vignoble devant le monastère de Poblet.

### Encépagement

#### Raisins rouges
La dénomination possède un cépage original, le trepat N. Ce cépage inconnu ailleurs occupe ici environ 1 300 hectares. Il donne des vins légers et très fruités. Les autres cépages traditionnels catalans sont le grenache N et l'ull de llebre, nom local du tempranillo N.

#### Raisins blancs
Les cépages prépondérants sont des cépages régionaux : le macabeu B et la parellada B. Ils donnent un vin pâle et parfumé, mais de faible garde. Des cépages français ont été introduits à la fin du XXe siècle, le sauvignon B et le chardonnay B. Ils participent aux assemblages, ou peuvent aussi être vinifiés seuls.

### Pratiques viticoles
La densité de plantation est comprise entre 2000 et 4500 ceps par hectare. Lors de la taille de la vigne, le nombre de bourgeons est limité à 18 dans le cas des vignes taillées en gobelet et 20 dans le cas de vignes palissées.
L'irrigation est autorisée avant la véraison, changement de couleur du raisin lors de la maturation. Dans ce cas, un contrôle de la bonne maturité du raisin sera réalisé. (dosage du titre alcoométrique et de l'acidité) L'irrigation peut être interdite certaines années en fonction de la climatologie du millésime.

### Récolte
Le titre alcoométrique potentiel minimal pour pouvoir récolter correspond à 9,5 %. Le conseil régulateur publie un ban des vendanges adapté à chaque cépage et à chaque zone géographique, afin de privilégier une maturité optimale. Le rendement en raisin de chaque exploitation ne peut excéder 120 quintaux.

## Vin

### Vinification
Lors du pressurage, la quantité de moût extraite ne peut dépasser 70 litres pour 100 kilogrammes de raisin.

### Types de vins
Les vins blancs sont multiples. Le style traditionnel est un vin léger, frais et aromatique, constitué d'un assemblage parellada-macabeu. Des vins plus amples et concentrés sont produits en additionnant à l'assemblage de base du sauvignon ou du chardonnay. Enfin, ces derniers cépages sont aussi vinifiés seuls, donnant des vins de garde élevés en barrique.
Les vins rosés sont à base de trepat, cépage local. Il donne un vin frais, léger et fruité, couleur framboise brillant.
Les vins rouges sont traditionnellement constitués de grenache et de tempranillo. Le carignan et le mourvèdre peuvent participer aux assemblages. Des vins d'un nouveau type ont fait leur apparition avec l'introduction de cépages français, le merlot, le cabernet sauvignon ou la syrah. Ils ont démontré leur bonne adaptation au terroir. Certains vins sont vendus jeunes, d'autres sont longuement élevés en barriques.
Une partie de la production de vins blanc et rosé est destinée à l'élaboration de vins effervescents. Elle est alors commercialisée sous la dénomination cava.

## Œnotourisme

### Architecture et musée
La conca de Barberà se situe dans une région au patrimoine viti-vinicole important. L'histoire de l'appellation est intimement liée au développement du monastère de Poblet. Les bâtiments anciens sont entourés de vignes. Cette collusion entre architecture et vigne se perpétue au XXe siècle par la construction de caves coopératives signées de grands noms de l'architecture catalane, comme Lluís Domènech i Montaner, réalisateur du chai de la coopérative de L'Espluga de Francolí ou Cèsar Martinell i Brunet (ca), dessinateur des plans de la cave coopérative de Montblanc.
Le musée de la vie rurale de l'Espluga de Francoli est installé dans une ancienne habitation bourgeoise du XVIIIe siècle qui contient les collections. Un nouveau bâtiment lui a été adjoint, créé par l'architecte Daniel Freixes i Melero (ca) pour inclure une partie pédagogique et de nouvelles salles pour des expositions. Les collections du musée contiennent des outils anciens, des outils mécaniques, des poteries de diverses époques. La part de la vigne et du vin est en bonne place, étant une activité économique ancienne et actuelle majeure de la région. 

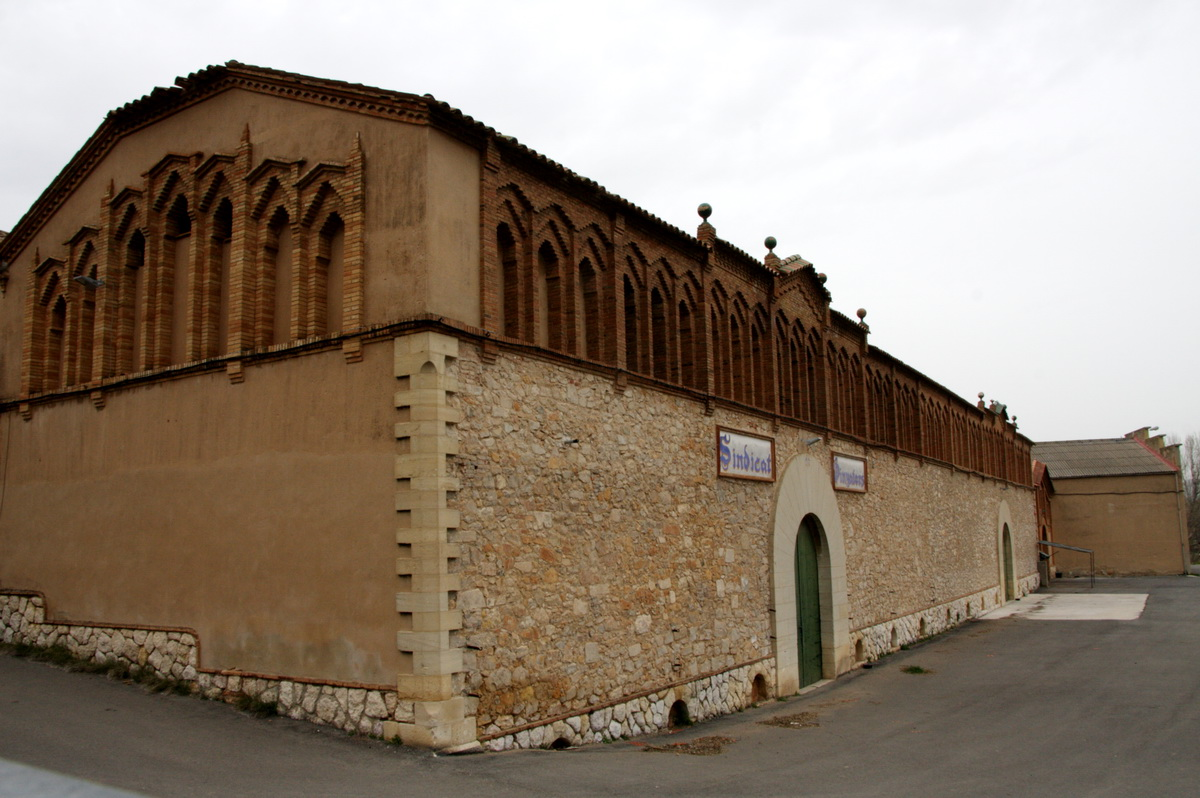
Cave de Montblanc.
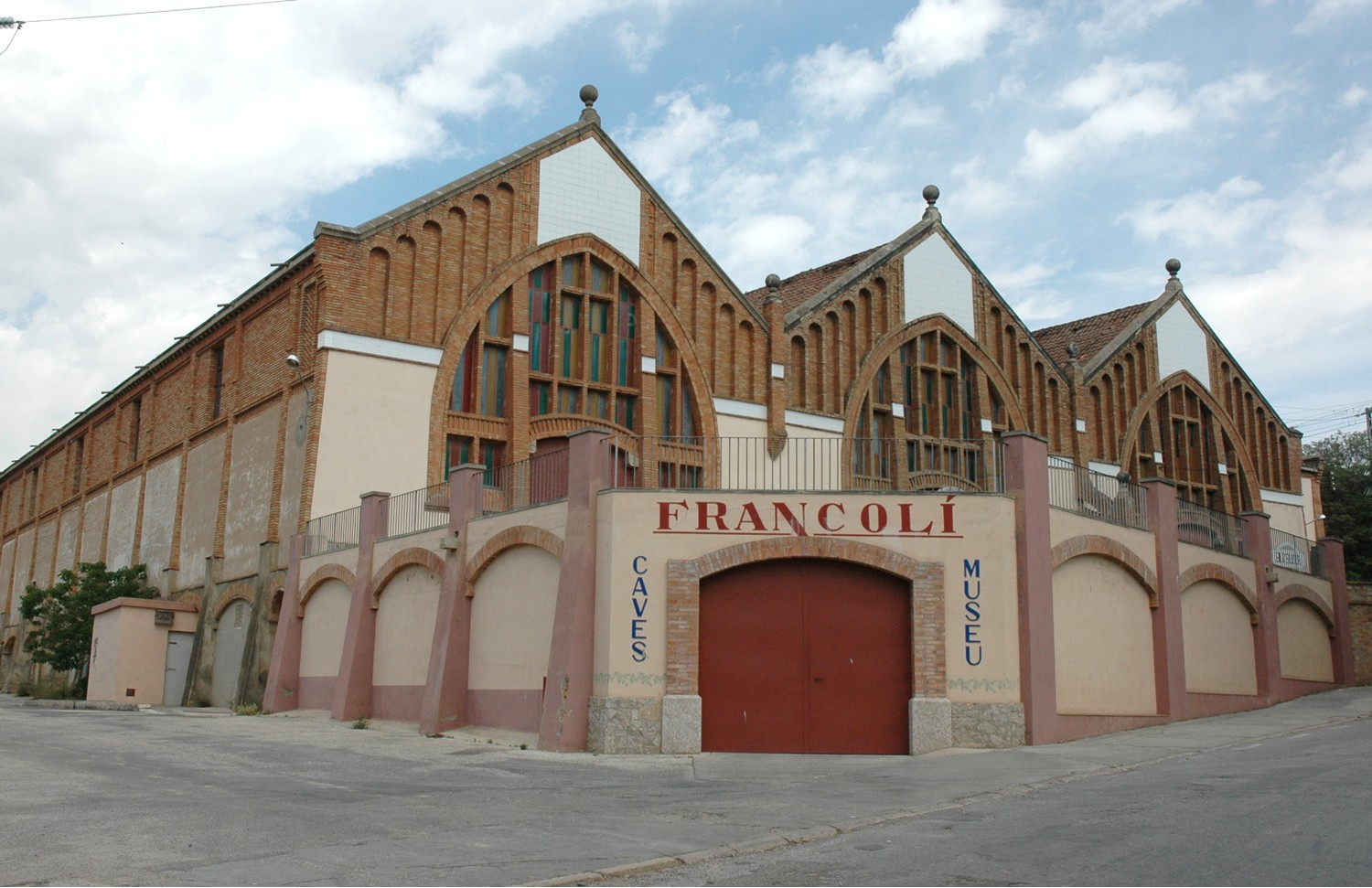
Facade de la cave de L'Espluga de Francoli.
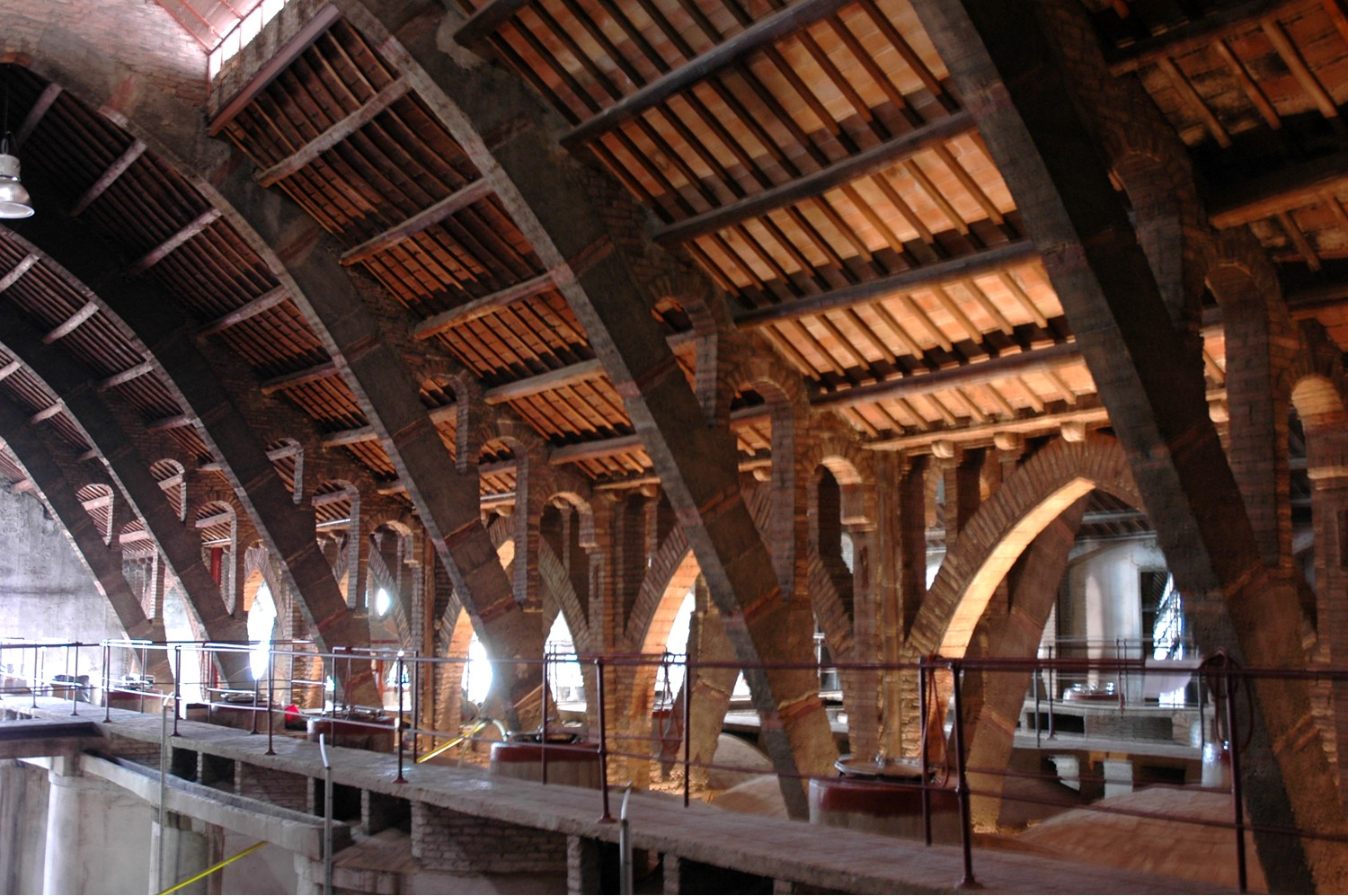
Charpente apparente à L'Espluga de Francoli.
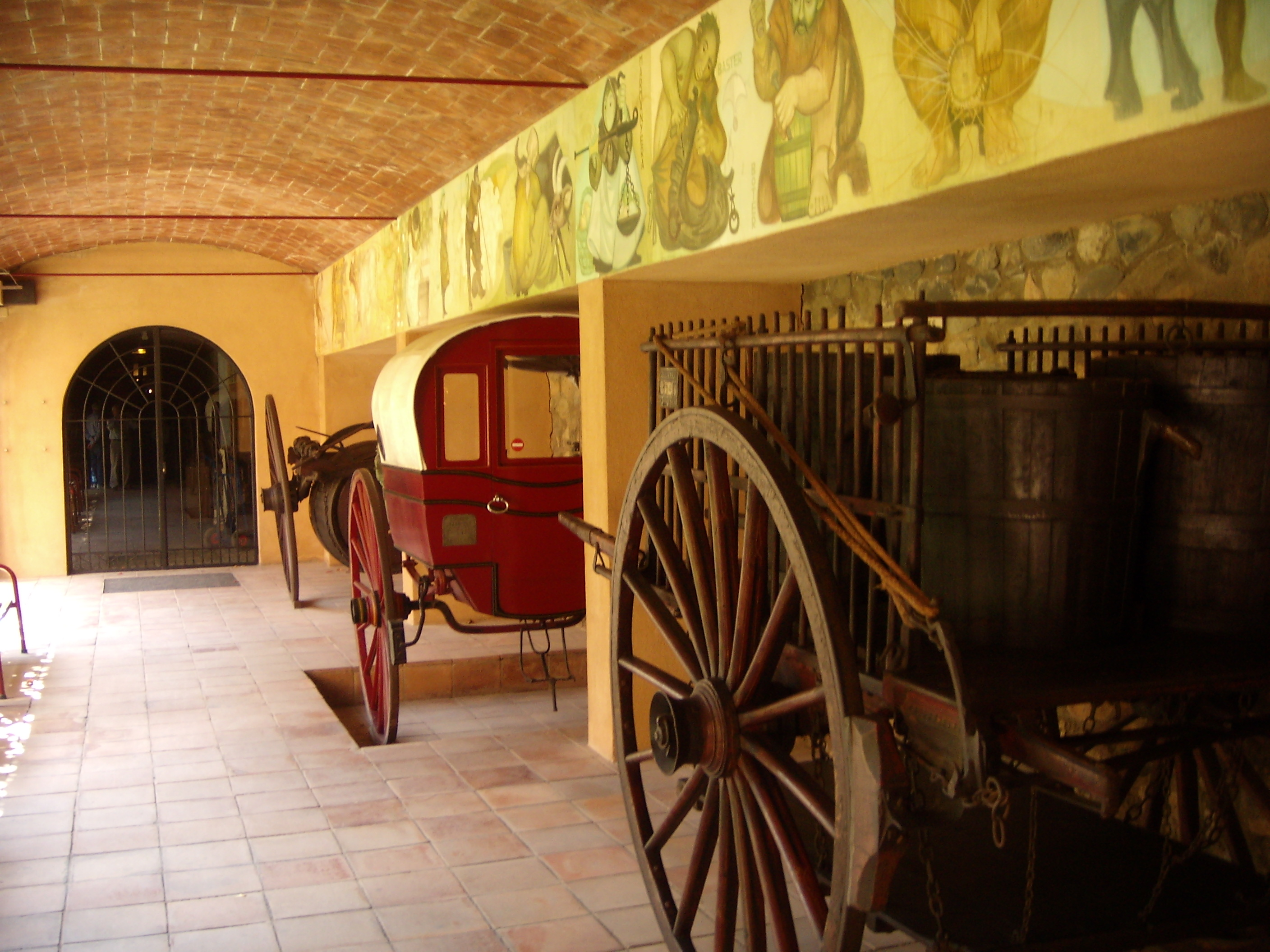
Charette vigneronne au musée de la vie rurale.
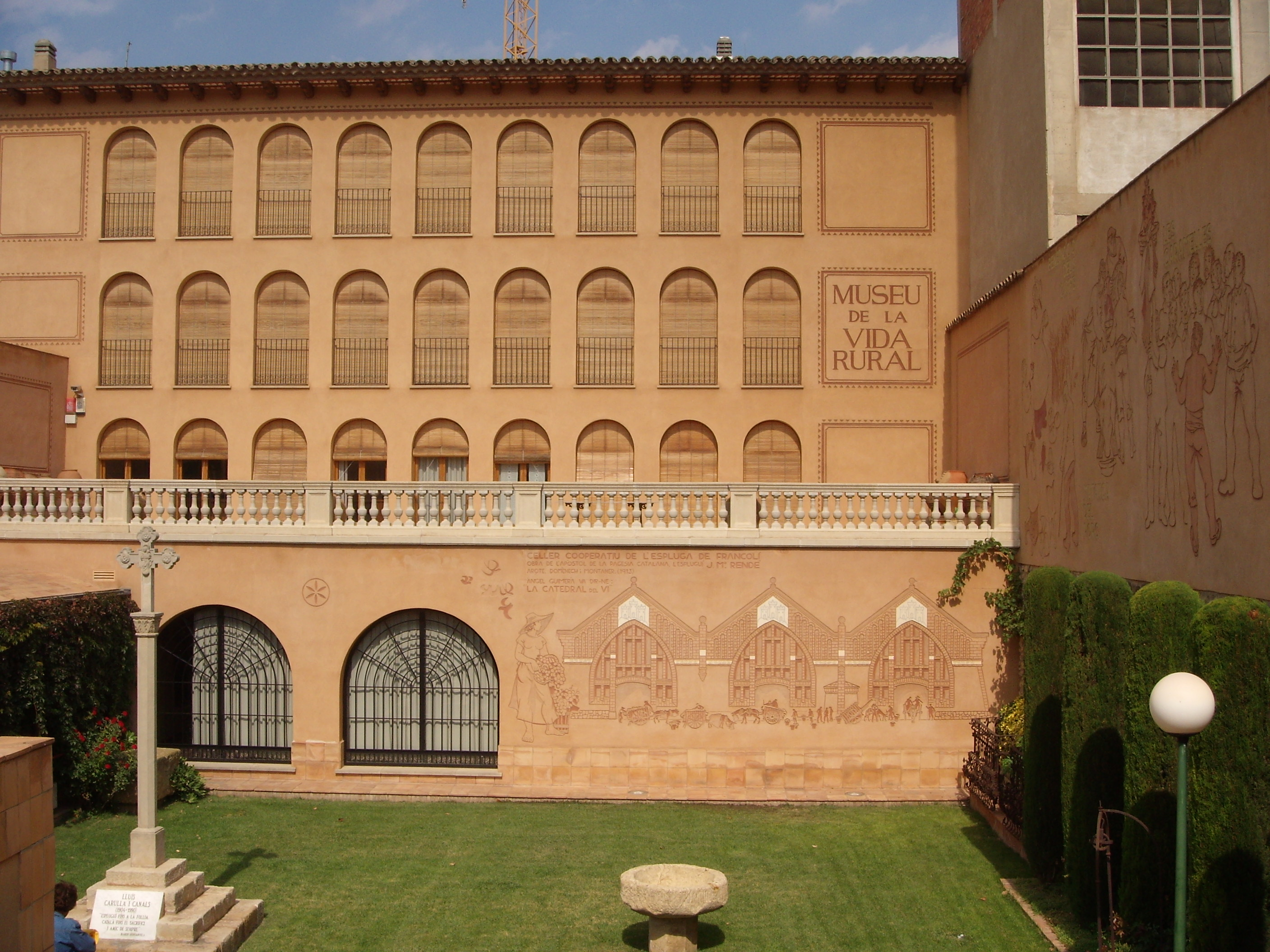
Facade décorée de scènes viticoles au musée de la vie rurale.

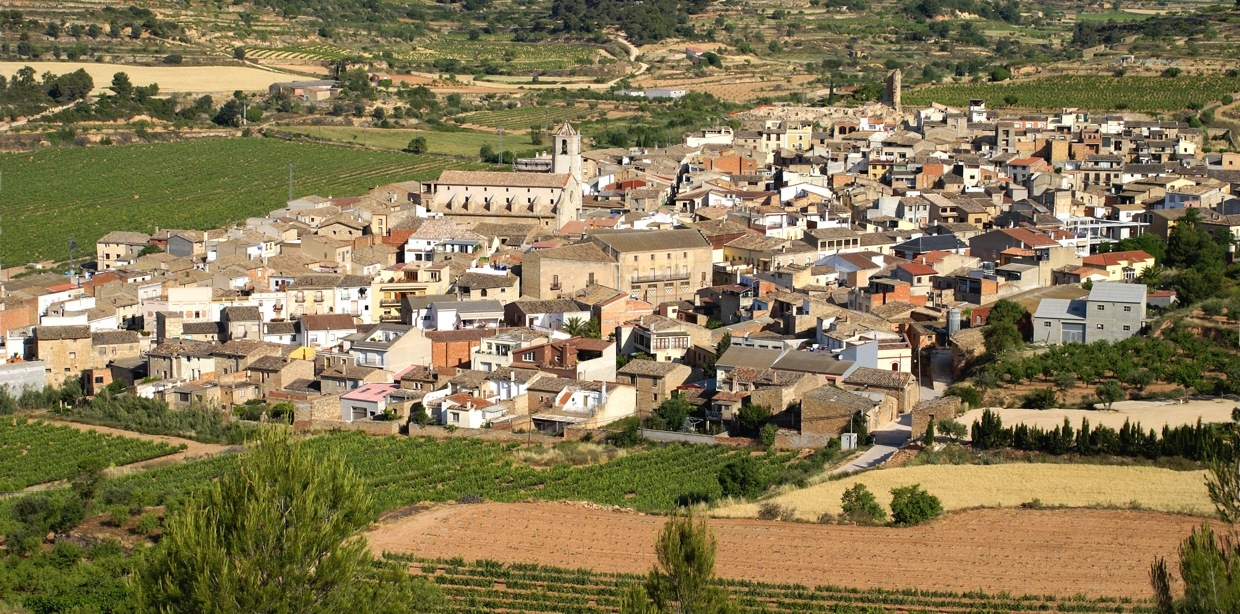
Solivella, un village au cœur du vignoble.

### Route des vins
La route des vins de Conca de Barberà, Ruta dels Cellers de la Conca de Barberà en catalan, part de Barberà de la Conca, village médiéval fondé par les Templiers. Elle serpente dans le vignoble entre les villages typiques et les caves particulières ou coopératives.

### Gastronomie locale

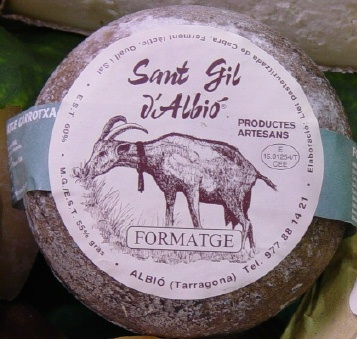
Fromage de chèvre local.

Outre le vin, la comarque de Conca de Barberà produit des fromages, du safran, des saucisses sèches, des boutifarres, de l'huile d'olive... Chaque village ou presque possède ses spécialités de pains et pâtisseries.